# Эттинген-ин-Байерн
Эттинген-ин-Байерн (нем. Oettingen in Bayern) — город в Германии, в земле Бавария.
Подчинён административному округу Швабия. Входит в состав района Донау-Рис. Население составляет 5028 человек (на 31 декабря 2010 года). Занимает площадь 34,21 км². Официальный код — 09 7 79 197.
Город подразделяется на 5 городских районов.

## История
- См. Эттингены